# محمد بن عباس الدنيسري
محمد بن عباس الدنيسري (605 - 686 هـ / 1208 - 1278 م) طبيب وأديب.
هو محمد بن عباس بن أحمد بن عبيد الربعي الدنيسري، عماد الدين، من أهل دنيسر (في الجزيرة قرب ماردين) ولد بها، وتنقل بين الشام ومصر. ثم سكن دمشق، وخدم في البيمارستان الكبير. وتوفي بها.

## آثاره
من كتبه «المقالة المرشدة في درج الأدوية المفردة» و«نظم مقدمة المعرفة» لبقراط، و«نظم الترياق الفاروقي» وكتاب في «المثروديطوس» وهو ترياق منسوب إلى الملك مثريديت وكان معمولا به قبل اختراع الترياق الفاروقي. وكان له علم بالأدب وشعر جيد في «ديوان».